# Front rece (Star Trek: Enterprise)
„Front rece” (titlu original: „Cold Front”) este al 11-lea episod din primul sezon al serialului TV american științifico-fantastic Star Trek: Enterprise. A avut premiera la 28 noiembrie 2001.
Episodul a fost regizat de Robert Duncan McNeill după un scenariu de Stephen Beck și Tim Finch.

## Prezentare
Archer află că un membru al echipajului de pe nava Enterprise luptă în Războiul Rece Temporal împotriva lui Silik și a unui grup de Sulibani.

## Actori ocazionali
- John Fleck - Silik
- Matt Winston - Temporal Agent Daniels
- Michael O'Hagan - Captain Fraddock
- Joseph Hindy - Prah Mantoos
- Leonard Kelly-Young - Sonsorra
- Lamont D. Thompson - N.D. Alien Pilgrim